# Annandale-Little Pond-Howe Bay
Annandale-Little Pond-Howe Bay é um município rural canadense localizado no Condado de Kings, na Ilha do Príncipe Eduardo. A população no censo de 2016 era de apenas 211 pessoas.